# سلطان باهو
سلطان العارفين سخي سلطان باهو ولد بقرية شوركوت في إقليم بنجاب عام 1039هـ ولقب بلقب حق كما قال في واحد تصنيفه «الملقب من الحق بالحق» وان للسلطان باهو أهمية خاصة في قلوب المسلمين في منطقة باكستان وهند وأفغانستان وهو قادري المسلك وحنفي المذهب وديوانه في الفارسية ولغة المحلية وهي بنجابية ويذكرنا كلام الأكابر مثل امام الغزالي وعبد الله انصاري وسعدي شيرازي وغيرهم.

## نشأته
كان والده محمد بازيد حافظا للقرآن ورجلا صالحا وكان مصاحبا للملك المغول شاهجهان في قلغة شوركوت. وأمه كانت من الصالحات واسمها بي بي راستي. وقد بشرت أبواه بأن سيكون لهما ولد وهو من الأولياء الله ولتكن اسمه «باهو» وهو تقليب لاسم «وهاب» لله وتعالي.

## بيعته وطريقته
قال الشيخ سلطان باهو في تصنيفه «أمير الكونين» سافرت ثلاثين سنة في بحث للشيخ الكامل وما وجدت وفي يوم من الايام (في عالم مثال) أخذ على بن أبي طالب يدي وجئنا إلى النبي صلي الله عليه وسلم وسعد النبي صلي الله عليه وسلم بحضرتي وقال «خذ يدي» ثم بايعت النبي صلي الله عليه وسلم ثم قال لي يا باهو ساعد المخلوق في الباطن وفيما بعد أرسلني إلى الشيخ عبد القادر الجيلاني وقال له هذا ولدي النوري الجضوري واسمه باهو ولتكن أنت مرشدا له الباطني. فأخذت فيضا من الشيخ وبعده بابعت بيعة ظاهرة علي يد الشيخ عبد الرحمن القادري علي الطريقة القادرية السرورية وخصوصية هذا الطريقة بأن مرشد الحق يحضر الطالب الحق إلى مجلس النبي في نظرة واحدة.

## نظريات الشيخ

### إضلال الشيطان لأولياء الرحمن
قد يضل الشيطان للسالك بسبعة ضلالات عند الشيخ سلطان باهو
1. مدوامة علي السكوت بدون ذكر الله
2. اختيار الخلوة في الصحراء لكي لا يصلي بالجماعة
3. جمع المال للحيلة بانه للمساكين والفقراء والايتام
4. لا يوتئ الذكاة للذهب الكثير
5. العمل ضد الشريعة والعلماء الحق
6. يضل السالك بانك اعلي من شيخك في الدرجة
7. ويقول للسالك «أنت انا وانا أنت» فلا تحتاج الي العبادة الظاهرة

و السالك الحق يعرف بان هذه الضلالات من الشيطان الرجيم

## مؤلفاته
و يقول الشيخ سلطاب باهو ما وجدت فرصة في تحصيل علم الظاهر بسبب المكاشفات الإلهية والتجليات الذاتية ولكن الف الشيخ أكثر من 140 كتبا ورسائلا في الفارسية والعربية والآن توجد 30 كتب في الفارسية وكتاب في لغة المحلية سرائكية
1. اسرار القادري
2. أمير الكونين
3. اورنگ شاهي
4. توفيق الهداية
5. جامع الاسرار
6. حجة الاسرار
7. ديوان باهو
8. رسالة روحي
9. سلطان الوهم
10. شمس العارفين
11. عقل بيدار
12. عين العارفين
13. عين الفقر
14. فضل اللقاء
15. قرب ديدار
16. كشف الاسرار
17. كليد التوحيد (مفتاح التوحيد)
18. كليد جنت (مفتاح الجنة)
19. گنج الاسرار
20. مجالسة النبي
21. محبة الاسرار
22. محكم الفقراء
23. محك الفقر
24. مفتاح العارفين
25. نور الهدي
26. نور الهداية

## وفاته
توفي سلطان باهو علي عمر 63 سنة في واحد من الجمادي الثانية 1102هـ ودفن قرب ضفة الغربية لنهر چناب في قرية مهاراحه گره وهذه القرية اشتهرت بموضع سلطان باهو.

## الوصلات الخارجية
- كامل كتب بالغة الفارسية والاردية
- ديوان سلطان باهو بلغة بنجابية
- ديوان سلطان باهو بالموسيقي

## الهوامش
1. 1 2  المُعرِّف متعدِد الأوجه لمصطلح الموضوع | Sult̤ān Bāhū، QID:Q3294867
2. ↑  رسالة الروحي